# Doddasettikere, Turuvekere
Doddasettikere là một làng thuộc tehsil Turuvekere, huyện Tumkur, bang Karnataka, Ấn Độ.